# You Know You Like It
"You Know You Like It" is een single van de Franse DJ en muziekproducent DJ Snake en de Britse duo AlunaGeorge. De single kwam uit op 20 oktober 2014 en verscheen op de SoundCloud-account van AlunaGeorge. De originele versie van "You Know You Like It" kwam uit in 2013, maar was minder succesvol dan de remix-versie. 

## Tracklijst
| Nr. | Titel                | Duur |
| --- | -------------------- | ---- |
| 1.  | You Know You Like It | 4:07 |

## Hitnoteringen

### Nederlandse Top 40
| Hitnotering: 14-02-2015 t/m 16-05-2015 | Hitnotering: 14-02-2015 t/m 16-05-2015 | Hitnotering: 14-02-2015 t/m 16-05-2015 | Hitnotering: 14-02-2015 t/m 16-05-2015 | Hitnotering: 14-02-2015 t/m 16-05-2015 | Hitnotering: 14-02-2015 t/m 16-05-2015 | Hitnotering: 14-02-2015 t/m 16-05-2015 | Hitnotering: 14-02-2015 t/m 16-05-2015 | Hitnotering: 14-02-2015 t/m 16-05-2015 | Hitnotering: 14-02-2015 t/m 16-05-2015 | Hitnotering: 14-02-2015 t/m 16-05-2015 | Hitnotering: 14-02-2015 t/m 16-05-2015 | Hitnotering: 14-02-2015 t/m 16-05-2015 | Hitnotering: 14-02-2015 t/m 16-05-2015 | Hitnotering: 14-02-2015 t/m 16-05-2015 | Hitnotering: 14-02-2015 t/m 16-05-2015 |
| Week:                                  | 1                                      | 2                                      | 3                                      | 4                                      | 5                                      | 6                                      | 7                                      | 8                                      | 9                                      | 10                                     | 11                                     | 12                                     | 13                                     | 14                                     |                                        |
| -------------------------------------- | -------------------------------------- | -------------------------------------- | -------------------------------------- | -------------------------------------- | -------------------------------------- | -------------------------------------- | -------------------------------------- | -------------------------------------- | -------------------------------------- | -------------------------------------- | -------------------------------------- | -------------------------------------- | -------------------------------------- | -------------------------------------- | -------------------------------------- |
| Positie:                               | 32                                     | 31                                     | 30                                     | 24                                     | 25                                     | 29                                     | 29                                     | 25                                     | 25                                     | 27                                     | 28                                     | 34                                     | 39                                     | 40                                     | uit                                    |

### NederlandseSingle Top 100
| Hitnotering: 07-02-2015 t/m 26-09-2015 | Hitnotering: 07-02-2015 t/m 26-09-2015 | Hitnotering: 07-02-2015 t/m 26-09-2015 | Hitnotering: 07-02-2015 t/m 26-09-2015 | Hitnotering: 07-02-2015 t/m 26-09-2015 | Hitnotering: 07-02-2015 t/m 26-09-2015 | Hitnotering: 07-02-2015 t/m 26-09-2015 | Hitnotering: 07-02-2015 t/m 26-09-2015 | Hitnotering: 07-02-2015 t/m 26-09-2015 | Hitnotering: 07-02-2015 t/m 26-09-2015 | Hitnotering: 07-02-2015 t/m 26-09-2015 | Hitnotering: 07-02-2015 t/m 26-09-2015 | Hitnotering: 07-02-2015 t/m 26-09-2015 | Hitnotering: 07-02-2015 t/m 26-09-2015 | Hitnotering: 07-02-2015 t/m 26-09-2015 | Hitnotering: 07-02-2015 t/m 26-09-2015 | Hitnotering: 07-02-2015 t/m 26-09-2015 | Hitnotering: 07-02-2015 t/m 26-09-2015 | Hitnotering: 07-02-2015 t/m 26-09-2015 | Hitnotering: 07-02-2015 t/m 26-09-2015 | Hitnotering: 07-02-2015 t/m 26-09-2015 | Hitnotering: 07-02-2015 t/m 26-09-2015 | Hitnotering: 07-02-2015 t/m 26-09-2015 | Hitnotering: 07-02-2015 t/m 26-09-2015 | Hitnotering: 07-02-2015 t/m 26-09-2015 | Hitnotering: 07-02-2015 t/m 26-09-2015 | Hitnotering: 07-02-2015 t/m 26-09-2015 | Hitnotering: 07-02-2015 t/m 26-09-2015 | Hitnotering: 07-02-2015 t/m 26-09-2015 | Hitnotering: 07-02-2015 t/m 26-09-2015 | Hitnotering: 07-02-2015 t/m 26-09-2015 |
| Week:                                  | 1                                      | 2                                      | 3                                      | 4                                      | 5                                      | 6                                      | 7                                      | 8                                      | 9                                      | 10                                     | 11                                     | 12                                     | 13                                     | 14                                     | 15                                     | 16                                     | 17                                     | 18                                     | 19                                     | 20                                     | 21                                     | 22                                     | 23                                     | 24                                     | 25                                     | 26                                     | 27                                     | 28                                     | 29                                     | 30                                     |
| -------------------------------------- | -------------------------------------- | -------------------------------------- | -------------------------------------- | -------------------------------------- | -------------------------------------- | -------------------------------------- | -------------------------------------- | -------------------------------------- | -------------------------------------- | -------------------------------------- | -------------------------------------- | -------------------------------------- | -------------------------------------- | -------------------------------------- | -------------------------------------- | -------------------------------------- | -------------------------------------- | -------------------------------------- | -------------------------------------- | -------------------------------------- | -------------------------------------- | -------------------------------------- | -------------------------------------- | -------------------------------------- | -------------------------------------- | -------------------------------------- | -------------------------------------- | -------------------------------------- | -------------------------------------- | -------------------------------------- |
| Positie:                               | 62                                     | 54                                     | 34                                     | 32                                     | 28                                     | 24                                     | 25                                     | 23                                     | 23                                     | 24                                     | 26                                     | 27                                     | 28                                     | 29                                     | 35                                     | 40                                     | 44                                     | 49                                     | 49                                     | 48                                     | 47                                     | 43                                     | 44                                     | 46                                     | 51                                     | 48                                     | 50                                     | 50                                     | 51                                     | 50                                     |
| Week:                                  | 31                                     | 32                                     | 33                                     | 34                                     |                                        |                                        |                                        |                                        |                                        |                                        |                                        |                                        |                                        |                                        |                                        |                                        |                                        |                                        |                                        |                                        |                                        |                                        |                                        |                                        |                                        |                                        |                                        |                                        |                                        |                                        |
| Positie:                               | 58                                     | 83                                     | 85                                     | 97                                     | uit                                    |                                        |                                        |                                        |                                        |                                        |                                        |                                        |                                        |                                        |                                        |                                        |                                        |                                        |                                        |                                        |                                        |                                        |                                        |                                        |                                        |                                        |                                        |                                        |                                        |                                        |

### 3FM Mega Top 50
| Hitnotering: 07-02-2015 t/m 30-05-2015 | Hitnotering: 07-02-2015 t/m 30-05-2015 | Hitnotering: 07-02-2015 t/m 30-05-2015 | Hitnotering: 07-02-2015 t/m 30-05-2015 | Hitnotering: 07-02-2015 t/m 30-05-2015 | Hitnotering: 07-02-2015 t/m 30-05-2015 | Hitnotering: 07-02-2015 t/m 30-05-2015 | Hitnotering: 07-02-2015 t/m 30-05-2015 | Hitnotering: 07-02-2015 t/m 30-05-2015 | Hitnotering: 07-02-2015 t/m 30-05-2015 | Hitnotering: 07-02-2015 t/m 30-05-2015 | Hitnotering: 07-02-2015 t/m 30-05-2015 | Hitnotering: 07-02-2015 t/m 30-05-2015 | Hitnotering: 07-02-2015 t/m 30-05-2015 | Hitnotering: 07-02-2015 t/m 30-05-2015 | Hitnotering: 07-02-2015 t/m 30-05-2015 | Hitnotering: 07-02-2015 t/m 30-05-2015 | Hitnotering: 07-02-2015 t/m 30-05-2015 | Hitnotering: 07-02-2015 t/m 30-05-2015 |
| Week:                                  | 1                                      | 2                                      | 3                                      | 4                                      | 5                                      | 6                                      | 7                                      | 8                                      | 9                                      | 10                                     | 11                                     | 12                                     | 13                                     | 14                                     | 15                                     | 16                                     | 17                                     |                                        |
| -------------------------------------- | -------------------------------------- | -------------------------------------- | -------------------------------------- | -------------------------------------- | -------------------------------------- | -------------------------------------- | -------------------------------------- | -------------------------------------- | -------------------------------------- | -------------------------------------- | -------------------------------------- | -------------------------------------- | -------------------------------------- | -------------------------------------- | -------------------------------------- | -------------------------------------- | -------------------------------------- | -------------------------------------- |
| Positie:                               | 39                                     | 37                                     | 37                                     | 34                                     | 32                                     | 34                                     | 27                                     | 21                                     | 26                                     | 25                                     | 27                                     | 27                                     | 36                                     | 34                                     | 31                                     | 39                                     | 40                                     | uit                                    |